# Crimen Sollicitationis

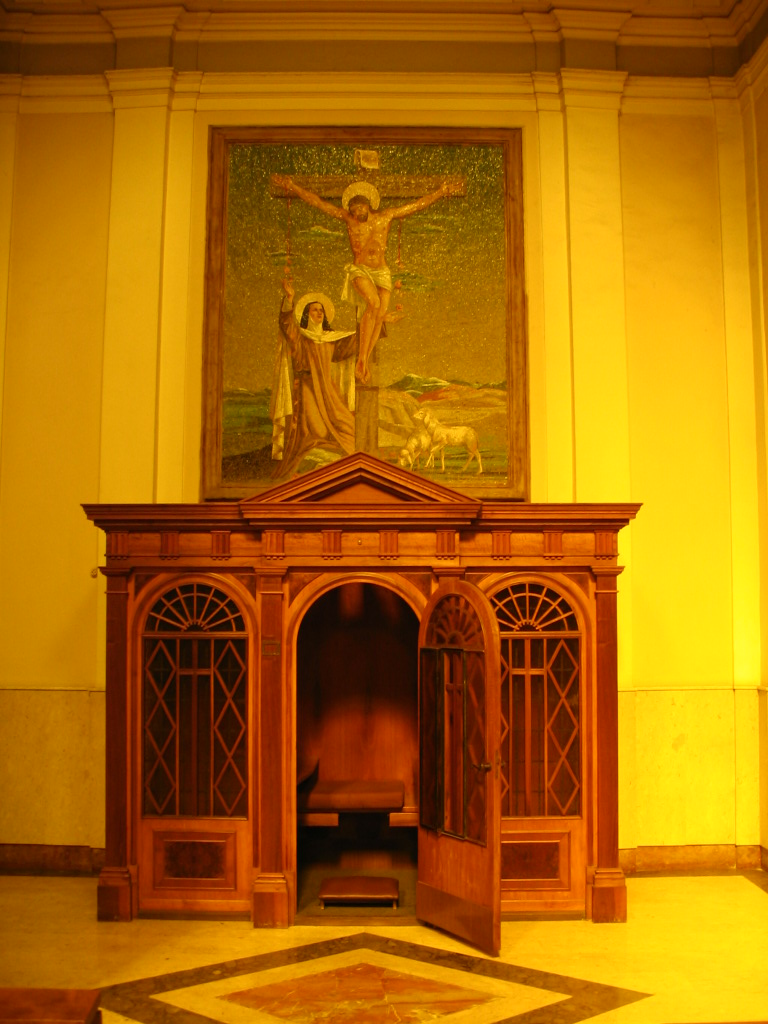
Crimen Sollicitationis richt zich tegen seksueel misbruik dat in de biechtstoel begint, maar ook tegen andere situaties waarin priesters misbruik maken van vertrouwensrelaties met gelovigen

Crimen Sollicitationis is een - oorspronkelijk geheime - instructie van het Heilig Officie van de Rooms-katholieke Kerk. Het werd in 1962 opgesteld onder verantwoordelijkheid van de toenmalige secretaris van het Officie, Alfredo Ottaviani. Het document heeft in het bijzonder betrekking op de misdaad (crimen) van de sollicitatio, dat wil zeggen de kennelijke directe of indirecte uitnodiging die een priester zou kunnen doen aan een biechteling tot seksuele handelingen. Ad inhonesta et turpia sollicitare vel provocare: uitdagen tot oneerbare en schandelijke zaken. Hoewel met sollicitatie vooral de situatie in de biecht wordt bedoeld, sluit het document feitelijk geen andere situaties uit waarin de priester een gelovige uitnodigt of opwekt tot seksuele handelingen. In het document wordt ook gewag gemaakt van de crimen pessimum (de verderfelijkste misdaad), daarvan is sprake wanneer een geestelijke een zeer obscene en zeer zondige handeling met een minderjarige, een man of met dieren verricht of waagt. Het document bepaalt dat degenen die van deze misdaden worden verdacht moeten worden berecht door diocesane rechtbanken, onder verantwoordelijkheid van het Heilig Officie.
In het document wordt strikte geheimhouding over deze processen opgelegd. Allen die bij dit soort processen betrokken zijn dienen een eed van eeuwigdurend stilzwijgen (perpetuo silentio) af te leggen. Zij die deze eed breken worden automatisch geëxcommuniceerd. Het document is daarom wel uitgelegd als een poging om het seksueel misbruik binnen de Katholieke Kerk voor de buitenwereld geheim te houden. Hoewel dit zeker de bedoeling zal zijn geweest, wijzen kerkjuristen erop dat men daarnaast beoogde om meer priesters zichzelf te laten aangeven. Zij wijzen daarnaast op het biechtgeheim dat sacramenteel beschermd is, waardoor de aangeklaagden zich niet kunnen verdedigen, althans voor die gevallen waarin de misdaad plaatsvond in een situatie rond de biecht. Het document was in elk geval zo geheim, dat veel bisschoppen het niet kenden toen paus Johannes Paulus II ernaar verwees in zijn motu proprio uitgegeven brief Sacramentorum sanctitatis tutela, dat handelde over seksuele vergrijpen van de geestelijkheid.